# Obwód Widyń

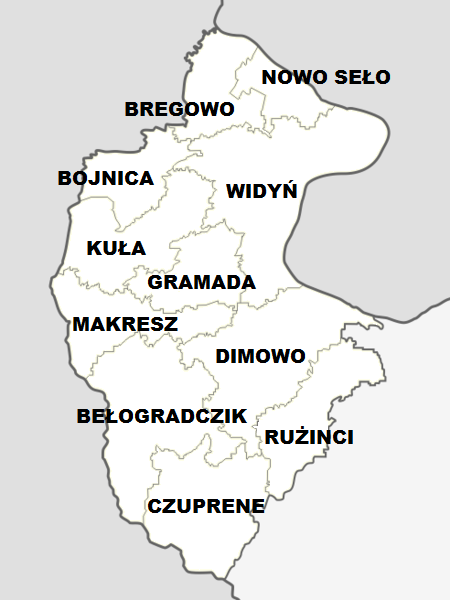
Podział administracyjny obwodu

Obwód Widyń (bułg. Област Видин) – jedna z 28 jednostek administracyjnych Bułgarii, położona w północno-zachodniej części kraju. Graniczy ona z obwodem Montana, a także z Rumunią i Serbią.

## Skład etniczny
W obwodzie żyje 130 074	ludzi, z tego 118 543 Bułgarów (91,13%), 139 Turków (0,10%), 9 786 Romów (7,52%), oraz 1 606 osób innej narodowości (1,23%).

## Historia
W czasach starożytnego Rzymu w prowincjach (kolejno): Mezja, Mezja Dolna, następnie Dacia Ripensis.